# 148 Gallia
148 Gallia è un piccolo asteroide della fascia principale del sistema solare.

## Storia
Gallia fu scoperto il 7 agosto 1875 da Prosper-Mathieu Henry, in collaborazione con il fratello Paul-Pierre Henry, dall'Osservatorio di Parigi. L'intesa dei due fratelli fu tale che rispettarono una stretta imparzialità nell'annunciare alternativamente la paternità della scoperta di ogni asteroide da loro individuato.
Fa parte della famiglia di asteroidi Gallia.
L'asteroide fu battezzato dagli scopritori con il nome latino della Gallia (in francese Gaule), l'antica regione romana corrispondente grossomodo all'attuale Francia.